# برادفورد جاميسون
برادفورد جاميسون (بالإنجليزية: Bradford Jamieson IV)‏ (18 أكتوبر 1996 بلوس أنجلوس في الولايات المتحدة - ) هو لاعب كرة قدم أمريكي في مركز الهجوم. شارك مع منتخب الولايات المتحدة تحت 17 سنة لكرة القدم ومنتخب الولايات المتحدة تحت 20 سنة لكرة القدم. أما مع النوادي، فقد لعب مع لوس أنجلوس غلاكسي ولوس انجلوس غالاكسي 2.

## وصلات خارجية
- برادفورد جاميسون على موقع الدوري الأمريكي (الإنجليزية)
- برادفورد جاميسون على موقع قاعدة بيانات كرة القدم.إي يو (الإنجليزية)
- برادفورد جاميسون على موقع Soccerway.com (الإنجليزية)
- برادفورد جاميسون على موقع AS.com (الإسبانية)